# Infotainment
Infotainment o sistema multimediale, a volte adattato come infotenimento, è un neologismo di matrice anglosassone - nato dalla fusione delle parole information (informazione) ed entertainment (intrattenimento) - che designa, soprattutto in ambito radio-televisivo, un mezzo di comunicazione di massa con funzione di informazione ed intrattenimento.

## Origine e contesto
L'infotainment ha origine dalla mescolanza di più generi per andare incontro all'instabile livello d'attenzione del pubblico. Si realizza introducendo schemi appartenenti al "genere" spettacolo nei programmi d'informazione.
Anche nel panorama dell'informazione mediatica, il pubblico è bombardato da informazioni di ogni tipo, soggetto quindi a fenomeni di sovraccarico. Di conseguenza, una notizia per poter emergere e richiamare l'attenzione deve essere spettacolarizzata: ciò comporta delle ricadute deontologiche che riguardano sia il giornalismo che la gestione dell'azienda editoriale.

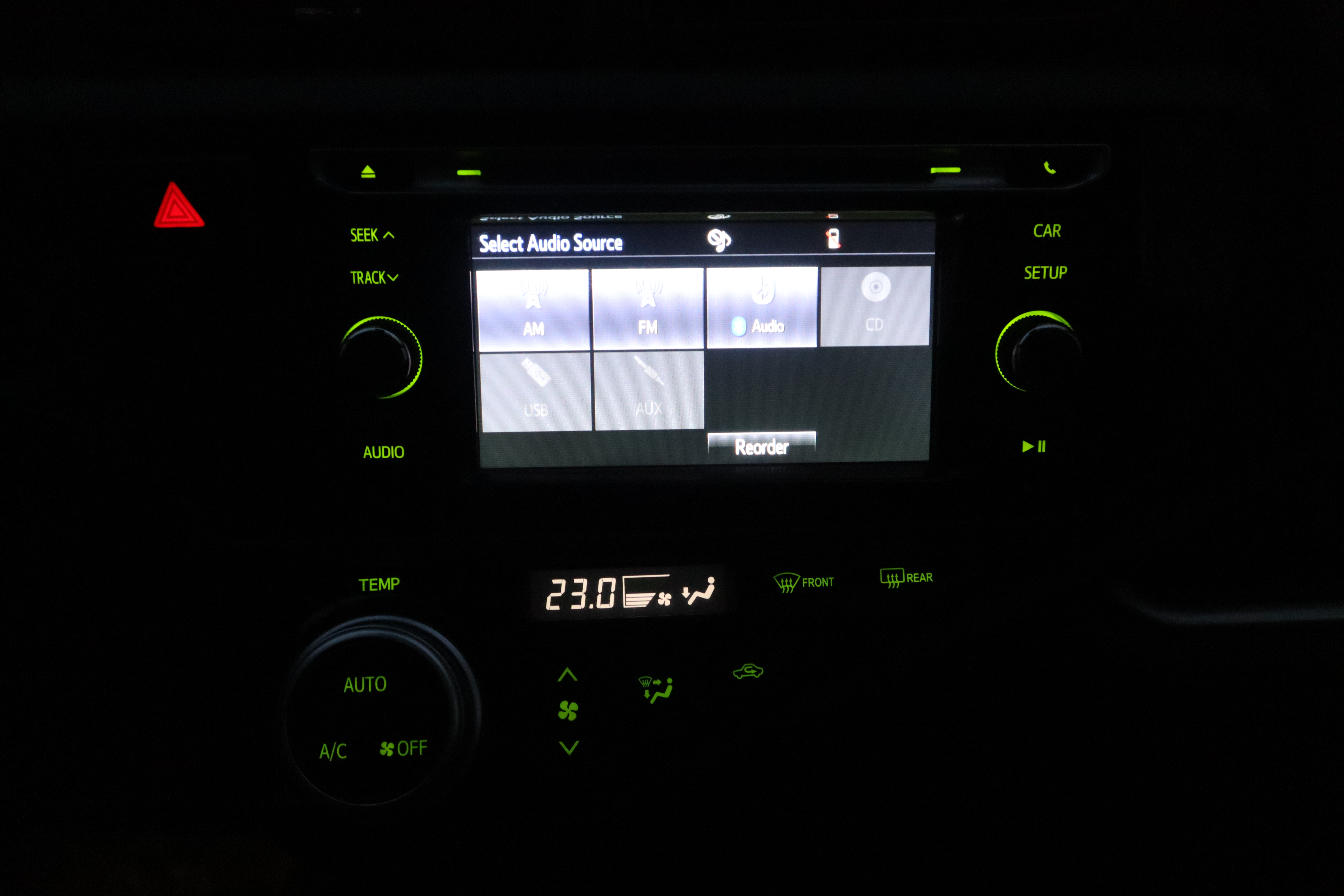
Toyota Prius C con Infotainment

Anche la tecnologia subisce l'influenza dell'infotainment: abbiamo così lo sviluppo di sistemi nell'industria automobilistica (negli accessori delle automobili), dell'infotainment-System (pubblicità nei mezzi di trasporto pubblici), del Mobile Infotainment System (comunicazione su cellulari e smartphone).
I termini "infotainment" e "infotainer" furono usati per la prima volta nel settembre 1980 alla conferenza congiunta dell'ASLIB, dell'Institute of Information Scientists e della Library Association a Sheffield, nel Regno Unito. Nel 1983, "infotainment" iniziò a vedere un uso più popolare, e lo stile di infotainment gradualmente cominciò a sostituire le soft news (tutte quelle notizie che riguardano attualità, costume, cronaca rosa, eccetera che non sono caratterizzate dall’urgenza) con i teorici della comunicazione.
Un termine precedente, leggermente variante, "infotainment" era il tema della convenzione del 1974 dell'Intercollegiate Broadcasting System, l'associazione delle stazioni radio universitarie negli Stati Uniti.
Storicamente, il termine infotainment è stato utilizzato per screditare le giornaliste a cui venivano assegnati lavori di soft news. Ci si aspettava che le soft news interessassero solo le donne, ma alla fine divennero un genere di mezzi di informazione a sé stante.

## Infotainment come novità

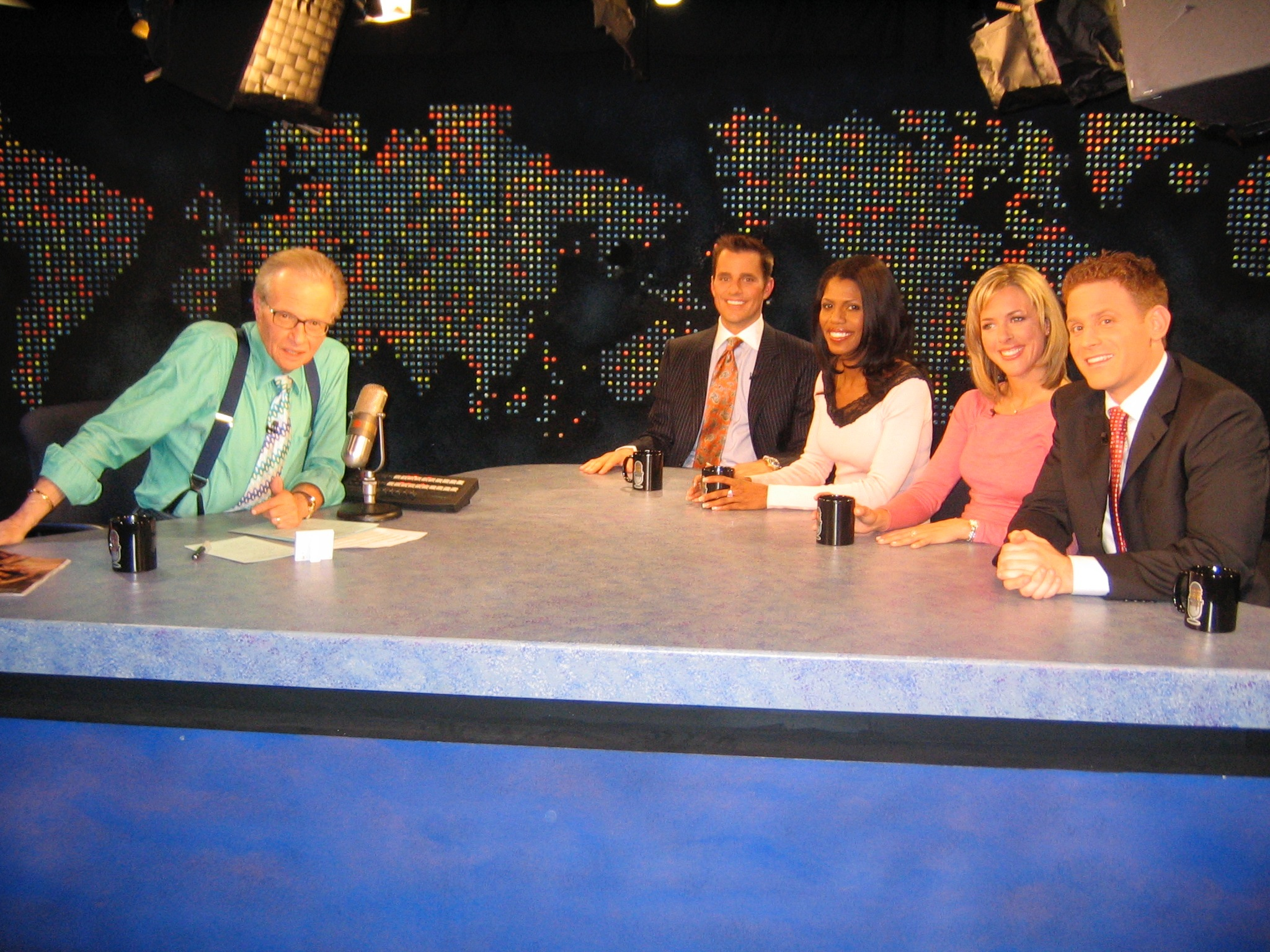
Il Larry King Live (trasmesso sulla CNN dal 1985 al 2010).

L'infotainment può essere generalmente identificato dalla sua natura di intrattenimento. L'infotainment può anche comportare l'uso di grafica appariscente, editing frenetico, musica, sensazionalismo e talvolta satira per catturare l'attenzione dello spettatore/lettore. Esempi popolari di spettacoli di infotainment includono Larry King Live, Entertainment Tonight, Hannity and Colmes, The Alex Jones Show, The Daily Show e The Oprah Winfrey Show.
Non è stato ancora raggiunto un preciso consenso accademico sulla definizione di ciò che costituisce infotainment/soft news in contrapposizione alle hard news. Molti autori hanno commentato che le idee “spesso non sono chiaramente definite o non sono definite affatto”. Diversi autori hanno pubblicato le loro idee su ciò che comporta ciascun tipo di media, ma variano ampiamente.
Wilbur Schramm è stato uno dei primi a descrivere una dicotomia tra tipi di notizie in relazione al consumo umano. Ha separato le notizie in una classe di ricompensa ritardata (comprese notizie di affari pubblici, questioni economiche, problemi sociali, scienza, istruzione e salute), che assomiglia molto alle notizie difficili, e una classe di ricompensa immediata (comprese notizie di criminalità/corruzione, incidenti e disastri, sport, eventi sociali e interessi umani) che assomiglia molto a infotainment/soft news.
Alcuni autori utilizzano solo gli aspetti di attualità e tempestività di una storia per determinare se le notizie sono notizie difficili o notizie morbide; quanto più la notizia è attuale e tempestiva, tanto più “dura” e seria è. Altri autori hanno definizioni più complesse, definendo le notizie hard come "eventi dell'ultima ora che coinvolgono alti leader, questioni importanti o interruzioni significative nella routine della vita quotidiana" e le notizie soft come "notizie che in genere sono più centrate sulla personalità, meno vincolate al tempo", più pratico e più basato sugli incidenti rispetto ad altre notizie."
Potrebbero anche esserci rapporti seri che non sono guidati dagli eventi – copertura di importanti tendenze sociali, economiche, legali o tecnologiche – rapporti investigativi che rivelano corruzione, inquinamento o immoralità in corso – o discussione di questioni politiche irrisolte senza alcuna ragione speciale. Anniversari, festività, la fine di un anno o di una stagione, o la fine dei primi 100 giorni di un'amministrazione, possono rendere alcune storie urgenti, ma questi resoconti offrono più un'opportunità di riflessione e analisi rispetto a una tipica notizia che riporta un particolare evento.

### "News you can use"
Lo spettro di “serietà” e “importanza” non è ben definito e le diverse organizzazioni mediatiche fanno compromessi diversi. "Notizie che puoi usare" ("News you can use" - NYCU), una frase di marketing comune che evidenzia un genere specifico di giornalismo, copre l'area grigia.
Suggerimenti, consigli e notizie basate sugli hobby rientrano nella fascia di infotainment di questo genere. Gli avvertimenti su disastri naturali imminenti o gravi minacce alla sicurezza interna sono considerati più gravi e la programmazione di altri media (anche canali che non si occupano di notizie) viene solitamente interrotta per annunciare questi eventi come notizie dell'ultima ora. L'importanza delle "notizie utilizzabili" a livello personale è piuttosto soggettiva.

## Critica
La maggior parte dei programmi televisivi di infotainment su reti e trasmissioni via cavo contengono solo informazioni generali sugli argomenti trattati e non possono essere considerati dotati di elevati livelli di valore informativo sostanziale. Ad esempio, una trasmissione di infotainment può inquadrare le accuse di una celebrità o di un altro individuo che commette un crimine come una realtà, senza alcun supporto fattuale verificabile o prova di tali affermazioni. Alcuni disapprovano i media di infotainment, in particolare la TV via cavo, perché "sembrano sfrecciare da un evento all'altro, spesso soffermandosi su contenuti banali e guidati dalle celebrità".
La trasmissione odierna di quelle che sono considerate notizie informative "dure" ("hard") è talvolta diluita con attributi di finzione, dramma e infotainment. Alcuni sostengono che un catalizzatore di ciò potrebbe essere l'acquisizione delle principali reti di notizie da parte di conglomerati basati principalmente nel settore dell'intrattenimento (ad esempio CBS News di proprietà di Viacom-Paramount; ABC News fa parte della società Disney dal 1996; CNN è una componente chiave di Time‐Warner, Fox News è di proprietà della News Corporation di Rupert Murdoch, uno dei più grandi conglomerati mediatici del mondo). L'assetto proprietario può essere tracciato utilizzando l'infotainment. Ad esempio, potrebbe esserci una storia di infotainment su celebrità coinvolte nella realizzazione di un film prodotto dalla società madre del canale di notizie.

### Critica pubblica
Nell'ottobre 2010 al Rally to Restore Sanity and/or Fear, il satirico politico americano Jon Stewart fece una dichiarazione metaforica riguardo ai media di oggi: "La stampa può tenere la sua lente d'ingrandimento verso i nostri problemi... illuminando questioni finora mai viste, oppure può usare quella lente d'ingrandimento per dare fuoco alle formiche e poi magari ospitare una settimana di spettacoli sull'improvvisa, inaspettata e pericolosa epidemia di formiche fiammeggianti." Questa affermazione si riferiva alla capacità dei media di concentrarsi sui problemi reali delle persone e di trasformarli in infotainment pubblicizzato per intrattenere, possibilmente esacerbando la questione allo stesso tempo.
In una critica all'infotainment, Bonnie Anderson di News Flash ha citato un articolo della CNN il 2 febbraio 2004 in seguito all'esposizione del seno di Janet Jackson sulla televisione nazionale. La storia successiva riguardava un attacco chimico con la ricina contro l'allora leader della maggioranza al Senato americano Bill Frist.

## Infotainer famosi

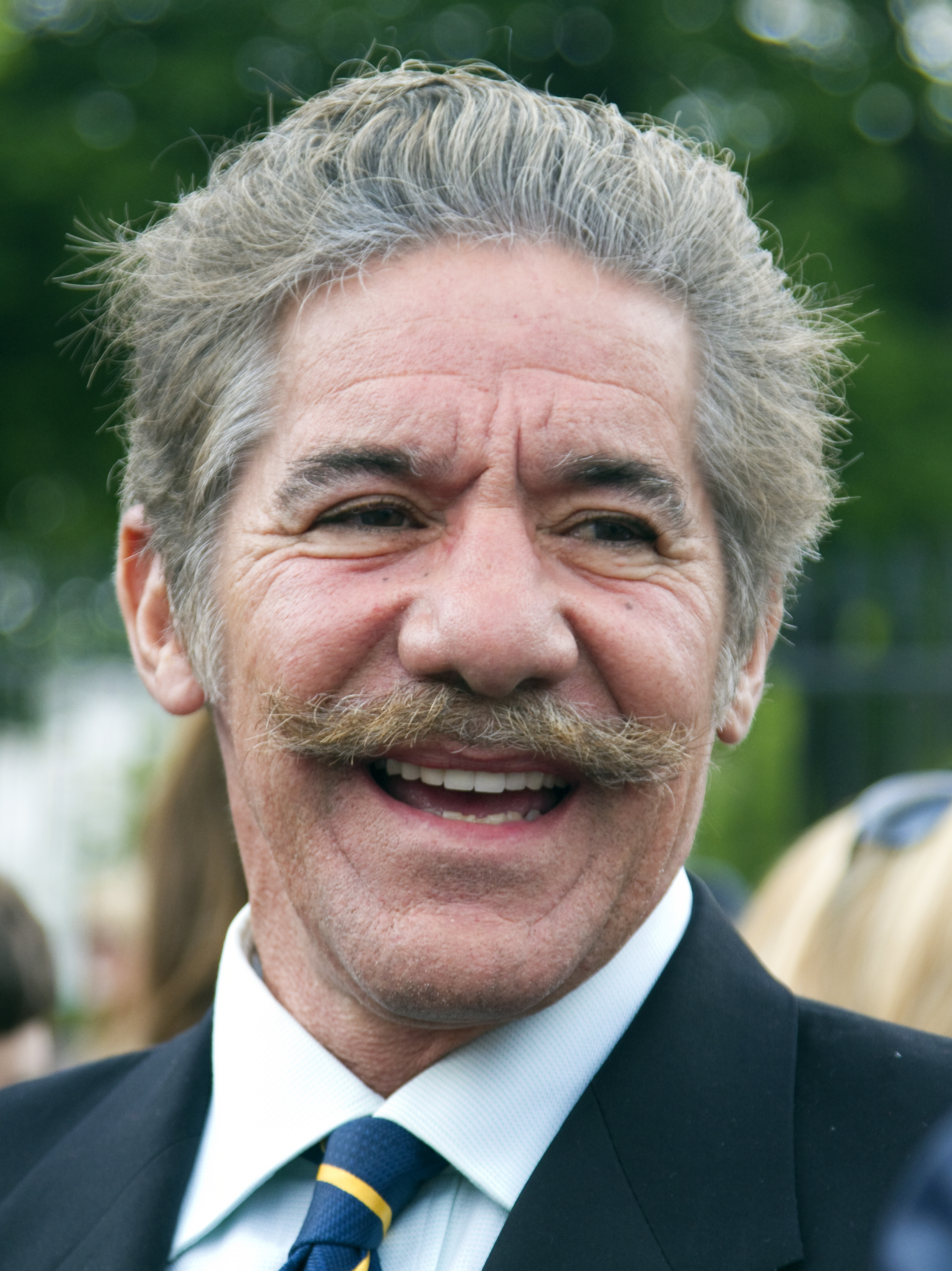
Geraldo Rivera nel 2011

Gli infotainer sono intrattenitori nei media di infotainment, come conduttori di notizie o autori satirici che oltrepassano il confine tra giornalismo (quasi-giornalismo) e intrattenimento. Barbara Walters è stata per molti un'iconica infotainer; ha aperto la strada a molte tecniche ancora utilizzate oggi dai media di infotainment. Altri esempi notevoli dai media statunitensi includono Oprah Winfrey, Jon Stewart, Bill O'Reilly, Rachel Maddow, Alex Jones e Geraldo Rivera.
Quando Geraldo Rivera divenne l'ospite del suo talk show orientato alle notizie sulla CNBC, altri all'interno dell'organizzazione NBC espressero la loro protesta, tra cui Tom Brokaw, che avrebbe minacciato di dimettersi. Rivera aveva una storia nota come "reporter squallido" e conduttore di talk show scandalistici, su cui lui e altri avrebbero esaminato argomenti di attualità controversi e sensazionalistici.

## Infotainment sui social media
L’infotainment è ora in grado di raggiungere un pubblico sempre crescente attraverso la popolarità diffusa e l’uso delle applicazioni dei social media. Nel caso dei siti di social media come Twitter e Facebook, originariamente creati con lo scopo di connettere, ricollegare e condividere pensieri e informazioni personali con il pubblico, ora hanno fornito un nuovo mezzo per la diffusione dell'infotainment.
La natura interattiva dei social media ha inoltre consentito ai consumatori di infotainment di diventare produttori, generando le proprie notizie e commenti, alcuni dei quali vengono spesso utilizzati dai giornalisti come materiale per le storie.

## Impatto
La trasmissione di eventi importanti o interessanti aveva originariamente lo scopo di informare la società su eventi locali o internazionali per la propria sicurezza e consapevolezza. Tuttavia, le emittenti di notizie locali coprono con maggiore regolarità gli eventi locali in un modo che provoca intrattenimento negli spettatori, con filmati accattivanti, immagini animate e titoli retorici che generano opinioni.
La capacità dei media di raccontare e vendere storie consente loro non solo di documentare la tragedia, ma anche di travisarla o sfruttarla. Come si vede nelle notizie (con storie di obesità estrema o deformità insolite) alcune forme di infotainment possono mercificare persone reali attraverso le loro tragedie o scandali personali.